# Кулли (Валгамаа)
Ку́лли (эст. Kulli), ранее Ку́лликюла (эст. Kulliküla) — деревня в волости Тырва уезда Валгамаа, Эстония.

## География и описание
Расположена в 12  км к югу от волостного центра — города Тырва, и в 12 км к северу от уездного центра — города Валга. Высота над уровнем моря — 110 метров.
На территории деревни расположено озеро Талли площадью 2,4 га (другие названия: Раудсепа, Куудасъярв).
Климат умеренный. Официальный язык — эстонский. Почтовый индекс — 68404.

## Население
По данным переписи населения 2021 года, в Кулли насчитывалось 42 жителя, все — эстонцы.
По данным переписи населения 2011 года в деревне проживали 62 человека, из них 58 (93,5 %) — эстонцы.
Численность населения деревни Кулли по данным переписей населения:
| Год  | 1959 | 1970 | 1979 | 1989 | 2000 | 2011 | 2021 |
| ---- | ---- | ---- | ---- | ---- | ---- | ---- | ---- |
| Чел. | 60   | ↘ 39 | ↗ 89 | ↘ 54 | ↗ 67 | ↘ 62 | ↘ 42 |

## История
Деревня получила своё название по хутору Кулли. В 1977 году, в период кампании по укрупнению деревень, с Кулли была объединена деревня Ярве (эст. Järve). Некоторые группы хуторов ранее были также обозначены как деревни: Метсакюла (эст. Metsaküla, с эст. «Лесная деревня», к юго-западу от Ярве), Венекюла (эст. Veneküla, с эст. «Русская деревня», к юго-западу от хуторов Кулли, в 1922 году обозначена как Вене (эст. Vene)). В границах деревни Кулли находится бывшая скотоводческая мыза Ней-Гуммельсхоф (нем. Neu-Hummelshof, Hummuli, эст. Mäemõisa karjamõis).

Советский памятник на братской могиле павших во II мировой войне в в Кулли. Демонтирован в 2022 году

В 1952 году на расположенной на территории деревни братской могиле советских воинов, павших во Второй мировой войне (исторический памятник с 1997 до 2023 года), был установлен памятник с надписью на эстонском и русском языках «1941—1945 Воинам Советской армии, павшим в Великой Отечественной войне». В протоколе от 30 ноября 2022 года рабочая группа по советским памятникам при Госканцелярии Эстонии признала памятник «красным монументом», подлежащим удалению из общественного пространства. Памятник был демонтирован в 2022 году, вместо него установили т. н. «нейтральный»: на поверхности земли тёмно-серая плита на белой плите несколько большего размера и с табличкой на эстонском языке «Жертвы Второй мировой войны» (см. Список советских военных памятников Эстонии).